# Nouvelle Ère (parti politique)
Pour les articles homonymes, voir Nouvelle Ère (homonymie) et JL.
La Nouvelle Ère (en letton : Jaunais laiks, JL) est un parti politique letton de centre droit, libéral et conservateur. Fondé en 2002 par Einars Repše, il s'est dissous en 2011 dans le parti Unité.

## Historique

### La fondation et le succès
Président de la Banque de Lettonie entre 1991 et 2001, Einars Repše en tire une grande popularité pour avoir créé et assuré la stabilité du lats, la monnaie nationale. Il décide alors de se lancer en politique et fonde la Nouvelle Ère, un parti libéral-conservateur qui dénonce fortement la corruption. Le congrès fondateur du parti se tient le 2 février 2002 et il en devient le premier président.
Aux élections législatives du 5 octobre 2002, JL remporte 23,9 % des suffrages exprimés et 26 députés sur 100 à la Saeima, émargeant au premier rang des forces politiques. Pour être désigné Premier ministre, Repše forme une coalition de centre droit avec l'Union des verts et des paysans (ZZS), le Premier Parti de Lettonie (LPP) et Pour la patrie et la liberté/LNNK (TB/LNNK). Ensemble, les quatre formations détiennent une majorité de 55 députés. Le gouvernement compte dix-huit ministres, dont neuf appartiennent à la Nouvelle Ère.

### Alternance entre opposition et pouvoir
Le LPP se retire de l'alliance en janvier 2004, évoquant l'autoritarisme du chef de gouvernement. L'exécutif finit par chuter le 9 mars suivant. La JL étant exclue de la nouvelle coalition que constitue Indulis Emsis, de la ZZS, elle devient le premier parti d'opposition. Lors des élections européennes du 12 juin 2004, la formation remporte 19,7 % des suffrages, ce qui lui donne droit à 2 sièges de député européen sur les 9 attribués au pays.
Finalement, Emsis doit démissionner après le rejet de son budget par la Saeima en octobre suivant. Aigars Kalvītis, du Parti populaire (TP) prend le relais le 2 décembre et constitue un gouvernement de quatre partis, dans lequel la JL détient six des dix-sept postes de ministre, dont Einars Repše comme ministre de la Défense. Toutefois, en avril 2006, à six mois des législatives, le parti se retire de la coalition au pouvoir, la laissant minoritaire au Parlement.
Avec un score de 16,4 % et 18 parlementaires, la Nouvelle Ère recule aux élections législatives du 7 octobre 2006, passant en troisième position. À la formation du gouvernement Kalvītis II, la JL en est exclu et redevient le premier parti d'opposition. Le 31 mars 2007, l'ancien ministre des Affaires économiques Arturs Krišjānis Kariņš prend la succession du fondateur à la présidence de la JL.
Quand Kalvītis est contraint de remettre sa démission en décembre 2007, le ministre de l'Intérieur Ivars Godmanis, du Premier Parti de Lettonie/Voie lettonne (LPP/LC) devient Premier ministre. Il reconduit alors la coalition majoritaire, ce qui maintient le parti dans l'opposition. Le 31 mars 2008, l'ancienne ministre de la Justice Solvita Āboltiņa remplace Kariņš en tant que présidente de la JL.
La crise économique mondiale ayant finalement raison du gouvernement Godmanis, il remet sa démission le 21 février 2009. Cinq jours plus tard, Valdis Dombrovskis, membre de la Nouvelle Ère, ministre des Finances sous Repše et alors député européen, est chargé par le chef de l'État de former un nouvel exécutif. Il bâtit une large alliance avec le TP, la ZZS, TB/LNNK et l'Union civique (PS), parti fondé par l'ancienne commissaire européenne Sandra Kalniete. Lors des élections européennes du 6 juin 2009, la JL subit une sévère défaite avec 6,6 % des suffrages et 1 député européen, arrivant en sixième position et dernier des forces représentées. Le Parti populaire quitte la coalition en mars 2010, laissant Dombrovskis gouverner en minorité.

### Unité, de la coalition au parti
À l'approche des élections législatives du 2 octobre 2010, la JL, la PS et la Société pour une autre politique (SCP), parti social-libéral de l'ex-ministre des Affaires étrangères Artis Pabriks, décident de se rapprocher et forment la coalition politique Unité (V). Lors du scrutin, Unité réalise un score de 31,2 % des voix, ce qui lui donne 33 députés. Valdis Dombrovskis est alors reconduit dans ses fonctions.
Le 23 juillet 2011, les citoyens décident par référendum de la dissolution de la Saeima. Exactement deux semaines plus tard, le 6 août, Unité se transforme en parti, entraînant la dissolution de la Nouvelle Ère.

## Résultats électoraux

### Élections parlementaires
| Année | Députés  | Votes   | %    | Rang | Gouvernement                                            |
| ----- | -------- | ------- | ---- | ---- | ------------------------------------------------------- |
| 2002  | 26 / 100 | 237 452 | 24,0 | #1   | Gouvernement Repše, Opposition, Gouvernement Kalvītis I |
| 2006  | 18 / 100 | 148 602 | 16,5 | #3   | Opposition                                              |

### Élections européennes
| Année | Députés | Votes   | %    | Rang |
| ----- | ------- | ------- | ---- | ---- |
| 2004  | 2 / 9   | 113 593 | 19,7 | #2   |
| 2009  | 1 / 8   | 52 751  | 6,7  | #6   |